# Rich Sommer
Rich Sommer (Toledo (Ohio), 2 febbraio 1978) è un attore statunitense, noto per aver interpretato il personaggio di Harry Crane nella pluripremiata serie televisiva Mad Men.

## Biografia
Trasferitasi la famiglia nel 1986 dall'Ohio al Minnesota, ha frequentato le scuole a Stillwater, con l'intenzione di diventare avvocato. Si diploma nel 1996 al Concordia College di Moorhead, di cui frequenta con successo la scuola di teatro.
Dopo varie esperienze teatrali, intraprende la carriera cinematografica e televisiva. In seguito appare in svariate serie televisive, CSI - Scena del crimine, Ugly Betty, Law & Order - I due volti della giustizia, Catastrofe annunciata.
Dal 2007 al 2015 è nel cast fisso della pluripremiata serie televisiva Mad Men, in cui interpreta il personaggio di Harry Crane, media buyer alla Sterling Cooper, il primo nell'agenzia pubblicitaria a intuire le grandi potenzialità della televisione per la pubblicità, riuscendo così a farsi promuovere a capo del reparto televisivo della Sterling Cooper. Il ruolo gli vale due Screen Actor Guild Award nel 2009 e 2010.
Tra il 2019 e il 2020 è nel cast fisso delle prime due stagioni della serie televisiva In the Dark, al fianco della protagonista Perry Mattfeld e dove interpreta l'agente di polizia corrotto e omicida Dean Riley, che indaga sull'omicidio di Tyson Parker (Thamela Mpumlwana) e sulla signora della droga Nia Baley (Nicki Micheaux). Ormai fuori servizio, finisce per venire scoperto e accusato dal collega Gene Clemens (Matt Murray), suicidandosi per non consegnarsi alle forze dell'ordine.

## Filmografia parziale

### Attore

#### Cinema
- Il diavolo veste Prada (The Devil Wears Prada), regia di David Frankel (2006)
- Hello, My Name Is Doris, regia di Michael Showalter (2015)
- La festa delle fidanzate (Girlfriend's Day), regia di Michael Stephenson (2017)
- LBJ, regia di Rob Reiner (2016)
- Summer of 84, regia di François Simard, Anouk Whissell e Yoann-Karl Whissell (2018)
- Una famiglia vincente - King Richard (King Richard), regia di Reinaldo Marcus Green (2021)
- Fair Play, regia di Chloe Domont (2023)

#### Televisione
- Senza traccia – serie TV, episodio 6x12 (2008)
- Ugly Betty – serie TV, episodio 4x15 (2010)
- Law & Order - Unità vittime speciali (Law & Order: Special Victims Unit) - serie TV, episodio 13x18 (2012)
- I Simpson – serie TV, 1 episodio (2015) - voce
- Mad Men – serie TV, 80 episodi (2007-2015)
- Love – serie TV, 5 episodi (2016-2017)
- GLOW – serie TV, 12 episodi (2017-2019)
- In the Dark – serie TV, 26 episodi (2019-2020)
- Run - Fuga d'amore (Run) – serie TV, 5 episodi (2020)
- The Dropout – miniserie TV (2022)
- Infiltrati alla Casa Bianca - White House Plumbers (White House Plumbers) – miniserie TV, 4 puntate (2023)

### Doppiatore

#### Televisione
- I Simpson (The Simpsons) - serie animata, episodio 26x14 (2015)
- Regular Show - serie animata, 7 episodi (2015-2017)
- Adventure Time - serie animata, episodio 8x11 (2016)
- Trip Tank - serie animata, episodio 2x17 (2016)
- Elena di Avalor (Elena of Avalor) - serie animata, 9 episodi (2016-2020)
- F is for Family - serie animata, episodio 4x09 (2020)
- Close Enough - serie animata, 4 episodi (2020-2022)

#### Videogiochi
- Firewatch, regia di Jake Rodkin (2016)
- Half-Life: Alyx (2020)

## Doppiatori italiani
Nelle versioni in italiano delle opere in cui ha recitato, Rich Sommer è stato doppiato da:
- Massimo De Ambrosis in In the Dark, Una famiglia vincente - King Richard, BlackBerry
- Gabriele Sabatini in Mad Men, Hello, My Name Is Doris
- Emiliano Coltorti in CSI - Scena del crimine
- Nanni Baldini in Law & Order - Unità vittime speciali
- Carlo Scipioni in Elementary
- Guido Di Naccio in Grey's Anatomy
- Francesco De Francesco in Love
- Luca Sbaragli ne La festa delle fidanzate
- Massimo Triggiani in GLOW
- Fabrizio Vidale in Wet Hot American Summer: Ten Years Later
- Alessandro Quarta in The Dropout

Da doppiatore, è stato sostituito da:
- Gianluca Solombrino in Firebuds